# Manneville-ès-Plains
Manneville-ès-Plains ist eine französische Gemeinde mit 313 Einwohnern (Stand: 1. Januar 2022) im Département Seine-Maritime in der Region Normandie. Sie gehört zum Arrondissement Dieppe, zum Kanton Saint-Valery-en-Caux und ist Teil des Kommunalverbands Côte d’Albâtre. Seit März 2008 ist Gérard Fouché Bürgermeister.

## Geographie
Manneville-ès-Plains ist ein Bauerndorf im Naturraum Pays de Bray. Es liegt 32 Kilometer nordöstlich von Dieppe. Im Norden bildet das Ufer des Ärmelkanals mit hohen Kreidefelsen die nördliche Gemeindegrenze.
Nachbargemeinden:
|                      | (Ärmelkanal)                      |                       |
| Saint-Valery-en-Caux | Kompass                           | Veules-les-Roses      |
| Cailleville          | Cailleville Gueutteville-les-Grès | Gueutteville-les-Grès |

## Bevölkerungsentwicklung
Die Bevölkerungsanzahl ist durch Volkszählungen seit 1793 bekannt. Die Einwohnerzahlen bis 2005 werden auf der Website der École des Hautes Études en Sciences Sociales veröffentlicht.
| Jahr | Bevölkerungsanzahl |
| ---- | ------------------ |
| 1962 | 272                |
| 1968 | 186                |
| 1975 | 177                |
| 1982 | 156                |
| 1990 | 226                |
| 1999 | 258                |
| 2006 | 267                |
| 2015 | 286                |

## Sehenswürdigkeiten
- Die Kirche Notre-Dame stammt aus dem 16. Jahrhundert. Sie wurde aus schönen und massiven Granitsteinen gebaut und nach dem großen Brand 1835 von Carles Robert restauriert.
- Das Herrenhaus stammt ebenfalls aus dem 16. Jahrhundert.
- Der Chor wurde 1859 aus Backstein errichtet.
- Die Mairie und die Jungenschule sind ein 1859 erbauter Spitzbogenbau.
- Die Mädchenschule wurde 1861 gegründet.
- Das Gebäude „L’Oriflamme“, in dem sich ein Gemischtwarenladen, eine Kurzwarenhandlung und ein Café befand, wurde 1859 gebaut.

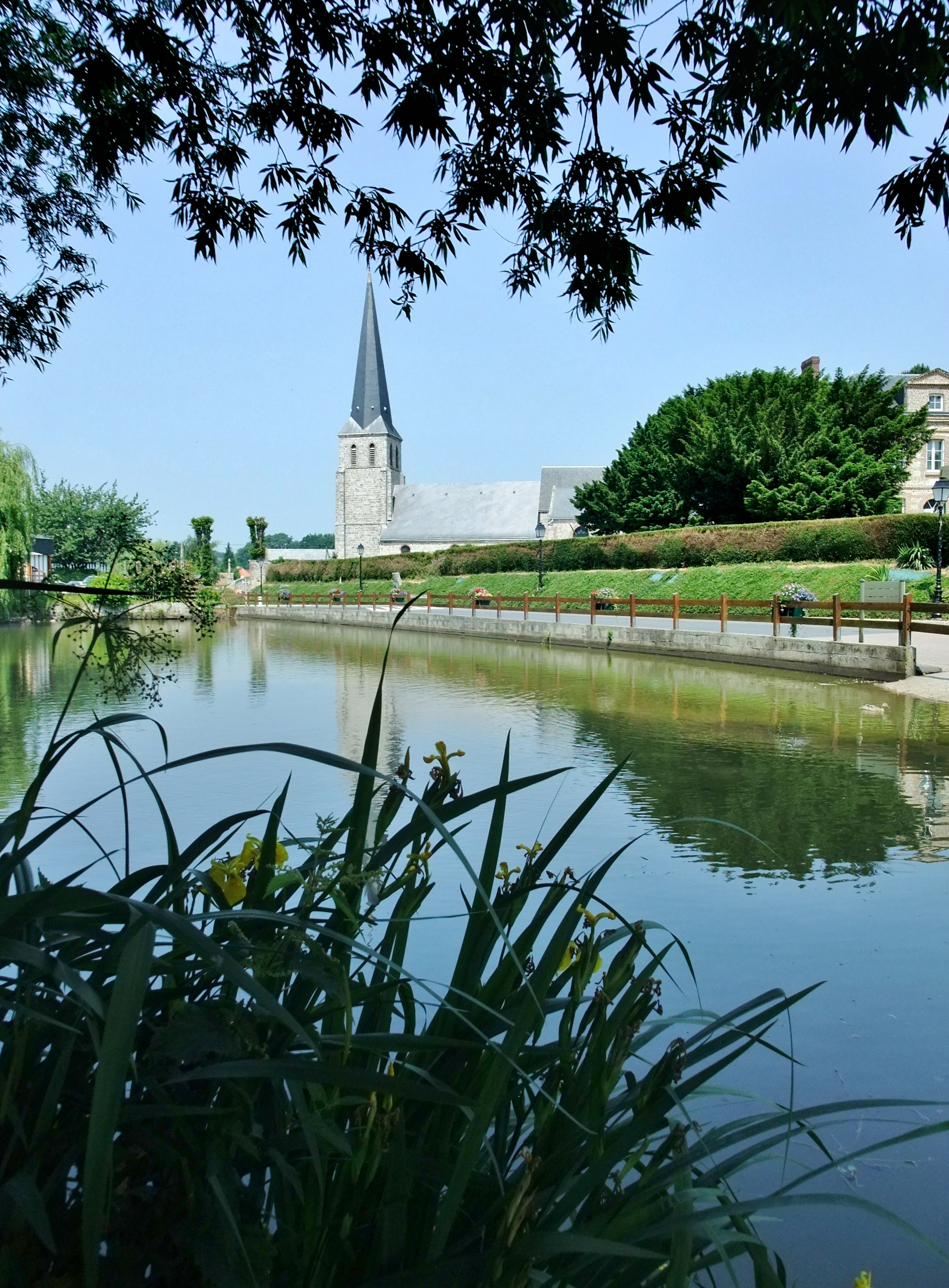
Kirche Notre-Dame